# Puig de Popa
El Puig de Popa és una muntanya de 209 metres que es troba al municipi de Calella, a la comarca del Maresme.